# Bulbophyllum acutilingue
Bulbophyllum acutilingue är en orkidéart som beskrevs av Johannes Jacobus Smith. Bulbophyllum acutilingue ingår i släktet Bulbophyllum och familjen orkidéer. Inga underarter finns listade i Catalogue of Life.